# Potamarius grandoculis
Potamarius grandoculis är en fiskart som först beskrevs av Steindachner, 1877.  Potamarius grandoculis ingår i släktet Potamarius och familjen Ariidae. Inga underarter finns listade i Catalogue of Life.